# Доре, Алина Степановна
Алина Степановна Доре (урожд. Матвеева, настоящее имя — Александра) — оперная и камерная певица, педагог, обладала меццо-сопрано и контральто.

## Биография
О раннем детстве и семье нет достоверной информации. Вокальное образование получила в Петербурге, по классу К. Эверарди.  Совершенствовала свои знания в Италии у таких преподавателей как Галетти и Д. Ронкони. Её первое выступление состоялось в Неаполе, в театре "Беллини", после её стали приглашать в другие итальянские театры. Дебют пришёлся на 1891 год. В 1895-1900 годах пела в Итальянской и Русской частной опере. В 1895 году была популярна в Панаевском театре, а в 1900-е в Итальянской опере московского Большого театра. После завершения певческой карьеры преподавала пение в Музыкальном институте.

## Лучшие партии
- Партия Власьевны, «Псковитянка» - 1-я исполнительница.
- Партия Няни, «Евгений Онегин».
- Партия Вани,  «Жизнь за царя» М. Глинки
- Партия Ратмира «Руслан и Людмила»
- Партия Княгини «Русалка» А. Даргомыжского
- Партия Марфы «Хованщина»
- Партия Груни, «Вражья сила»
- Партии:  Авра, Спиридоновка, Кончаковна, Лель, Любава, Лия, Ангел, Басманов  в опере «Опричник»
- Партии Графини и Миловзор «Пиковая дама»
- Партии: Пиеротто, Зибель, Кармен, Азучена, Ульрика, Далила, Лола, Чека, Марта в опере  «Мефистофель».

### Партнеры
Работала с такими артистами оперы своего времени, как: М. Баттистини, Ф. Белинская, Л. Кобеляцкая-Ильина, М. Луначарский, А. Мазини, Ф. Таманьо.
Участвовала в первом русском вокальном квартете. В ежегодных сольных концертах использовала и исполняла произведения  В. Калинникова, А. Таскина, А. Коптяева.